# (32000) 2000 HA51
2000 HA51 (asteroide 32000) é um asteroide da cintura principal. Possui uma excentricidade de 0.25768570 e uma inclinação de 9.21515º.
Este asteroide foi descoberto no dia 29 de abril de 2000 por LINEAR em Socorro.